# سيليا أدلر
سيليا أدلر (بالإنجليزية: Celia Adler)‏ هي ممثلة أمريكية، ولدت في 6 ديسمبر 1889 في نيويورك في الولايات المتحدة، وتوفيت في 31 يناير 1979 في ذا برونكس في الولايات المتحدة.

## وصلات خارجية
- سيليا أدلر على موقع IMDb (الإنجليزية)
- سيليا أدلر على موقع أول موفي (الإنجليزية)
- سيليا أدلر على موقع قاعدة بيانات برودواي على الإنترنت (الإنجليزية)
- سيليا أدلر على موقع قاعدة بيانات الأفلام السويدية (السويدية)
- سيليا أدلر على موقع قاعدة بيانات الفيلم (الإنجليزية)
- سيليا أدلر على موقع كينوبويسك (الروسية)